# Шацилло, Корнелий Фёдорович
Корне́лий Фёдорович Шаци́лло (12 апреля 1924, Ташкент, ТАССР, СССР — ночь с 29 на 30 июля 1998, Москва, Россия) — советский и российский историк, специалист по истории флота и истории либерализма в России. Доктор исторических наук, профессор.

## Биография
Родился в 1924 году в Ташкенте, в семье военнослужащего. Его отец был потомком сибирских ссыльнопоселенцев, мать происходила из небогатой семьи уральских казаков.
Окончив среднюю школу в Новосибирске в 1941, был направлен на учёбу в Тихоокеанское высшее военно-морское училище, по его окончании получил офицерское звание. В составе экипажа подводной лодки принимал участие в боевых действиях на Дальнем Востоке. Десять лет служил на флоте, был командиром торпедного катера, звена катеров и танко-десантного судна на Черноморском флоте. Вышел в отставку в 1951 в связи с тяжёлой болезнью.
В 1955 году окончил исторический факультет МГУ имени М. В. Ломоносова и аспирантуру там же в 1958 году. Ученик А. Л. Сидорова. Кандидат исторических наук (тема диссертации: «Финансовый капитал в морской судостроительной промышленности России (1910—1917)»). Доктор исторических наук (1968, диссертация «Развитие вооружённых сил России накануне Первой мировой войны (военные и военно-морские программы царского правительства в 1906—1914 гг.)»). Профессор.
С 1958 года работал в Институте истории СССР АН СССР (Институте российской истории РАН): младший, старший, главный научный сотрудник.
В 1980—1990-е годы преподавал в Московском государственном историко-архивном институте (Российском государственном гуманитарном университете), вёл спецсеминар по истории русского либерализма.
Скончался 29 июля 1998 года. Похоронен в Москве на Бутовском кладбище (участок 7).

### Семья
Жена — Валентина Михайловна Астрова (1927—2001), врач. Сыновья — Вячеслав (род. 1953) и Михаил (род. 1960), историки.

## Научная и педагогическая деятельность

### Историк флота
В историческую науку пришёл с желанием работать над проблемами истории российского флота. Это и определило характер его научных интересов — занимался изучением подготовки флота к Первой мировой войне, политики правительства и Государственной думы по морскому вопросу. Изучая военную промышленность царской России, пришёл к выводу, что она базировалась не на капиталистических принципах производства, а представляла собой гораздо более архаичную хозяйственную структуру, сохранившую свою специфику и в советское время. В конце жизни снова вернулся к «флотской» теме в контексте российской политики начала XX века. Считал, что авантюрой была надежда, создав сильный флот, добиться в «европейском концерте» независимого и даже решающего положения в условиях недостаточного финансирования сухопутных войск, приведшего к «кризису вооружений» уже вскоре после начала Первой мировой войны .

### Историк либерализма
Изучая архивные документы, увлёкся проблемами истории российского либерального движения. Выдвинул концепцию «нового» либерализма, согласно которой классический либерализм XIX века с его основополагающими идеями свободы человеческой личности и примата закона как доминанты всего общественного устройства был дополнен в начале XX века достаточно широкой социальной программой, призванной обеспечить превращение низших слоёв общества в полноправных граждан. Обратил внимание на то, что «новый» либерализм делал ряд существенных шагов навстречу демократии, начиная применять даже некоторые нелегальные методы борьбы с самодержавием и приобретая всё более ярко выраженный антиправительственный характер. С особым уважением относился к деятельности либерального политика Д. И. Шаховского.

### Редактор журнала
В 1990—1995 возглавлял журнал «История СССР» («Отечественная история»). Возглавлял его в период, когда были сняты запреты на научное обсуждение многих тем, но при этом появился «сенсационный» подход ко многим из них. В этих условиях сохранил академический характер издания, при нём журнал стал намного разнообразнее по содержанию, появились новые рубрики и авторы, в том числе зарубежные, каждый из которых получил возможность свободно высказывать свою точку зрения. Занимал критичную позицию по отношению к апологетике личности последнего российского императора Николая II (что нашло отражение в предисловии к его дневникам, изданным в 1992).

### Труды
Автор более 200 научных и научно-популярных работ.
Книги:
- Русский империализм и развитие флота накануне Первой мировой войны. 1906—1914. М., 1968.
- Россия перед первой мировой войной. М., 1974.
- 1905-й год. М., 1980.
- Рабочий класс России. 1907 — февраль 1917. М., 1982 (соавтор).
- Русский либерализм накануне революции 1905—1907 гг. Организация, программы, тактика. М., 1985.
- Первая революция в России. 1905—1907 . Кн. для учителя. М., 1985.
- Государство и монополии в военной промышленности России (конец XIX в. — 1914 г.). М., 1992.
- От Портсмутского мира к первой мировой войне. Генералы и политика. М., 2000.
- Первая мировая война 1914—1918. Факты. Документы. — М., 2003.

Некоторые статьи:
- Ленский расстрел и царское правительство (по материалам Чрезвычайной следственной комиссии Временного правительства) // большевистская печать и рабочий класс России в годы революционного подъёма. 1910—1914. М., 1965.
- Обзор документальных материалов кружка «Беседа» и «Союза освобождения» в фонде Д. И. Шаховского, Археографический ежегодник за 1974 г., М., 1975.
- Новое о «Союзе Освобождения» // История СССР. 1975. № 4.
- Николай II: реформы или революция // История отечества: люди, идеи, решения. Очерки истории Советского государства. М., 1991.
- Владимир Иванович Вернадский // Исторические силуэты. М., 1991.
- Предисловие // Дневники императора Николая II. М., 1993.
- Первая Государственная Дума // Отечественная история. 1996. N 4.
- Исторические альтернативы в России на рубеже двух веков // 1905 год — начало революционных потрясений в России XX в. М., 1996.
- Корни кризиса вооружений русской армии в начале Первой мировой войны / Первая мировая война: пролог XX века. М.,1998.
- Консерватизм на рубеже XIX—XX веков // В кн.: Русский консерватизм XIX столетия. Идеология и практика. М., 2000.
- Крушение самодержавия : [К 70-летию Февральской бурж.- демокр. революции в России] // Молодой коммунист (журнал). — 1987. — № 2. — С. 43 — 51.
- Николай II / Шацилло К. Ф. // Никко — Отолиты. — М. : Советская энциклопедия, 1974. — (Большая советская энциклопедия : [в 30 т.] / гл. ред.  А. М. Прохоров ; 1969—1978, т. 18).
- Шацилло К. Ф. Последняя военно-морская программа царского правительства // Отечественная история. — 1994. — № 2. — С. 161‒164.
- Шацилло К. Ф. Последние военные программы Российской империи // Вопросы истории. — 1991. — № 7‒8. — С. 224‒233.